# نمایش اسلیم شیدی
نمایش اسلیم شیدی عنوان یکی از فیلم‌های امینم است که وی در آن در نقش شخصیتی «واریوس» ظاهر شد.